# Remacle Lissoir
Pour les articles homonymes, voir Lissoir.
Remacle Lissoir, né le 12 février 1730 à Bouillon et mort le 13 mai 1806  à Paris, est un religieux catholique français du XVIIIe siècle.

## Biographie
Remacle Lissoir naquit en 1730 dans une famille modeste du duché de Bouillon. Il suivit des études ordinaires au collège de Bouillon et embrassa la religion à l'institut de Prémontré de l'abbaye de Laval Dieu.
Après deux ans de noviciat, il prononça les vœux le 28 septembre 1749. Il étudia la théologie et les lettres. Dès qu'il fut prêtre, on le nomma maître des novices, et successivement professeur en théologie et prieur.
Le 12 février 1766, à l'âge de 36 ans, il fut élu abbé de Laval-Dieu et installé dans cette dignité le 19 mai suivant.
Son premier soin fut d'enrichir la bibliothèque de l'abbaye de bons livres. L'amélioration des études signala les prémices de son administration ; et l'exemple de sa vie studieuse fut le premier ressort de l'émulation littéraire de ses confrères. Son abbaye était regardée comme un séminaire florissant où l'on formait de bons et utiles pasteurs. Il eut même la satisfaction de voir appeler aux premières chaires et à d'autres places honorables de son ordre nombre de ses élèves. Deux de ses élèves furent élus évêques constitutionnels : Joseph Monin et son propre neveu Jean-Remacle Lissoir
Vers 1773, il fonde une école de musique à Laval-Dieu, grâce au recrutement d'un organiste de talent, Guillaume Hanser. Cette école destinée aux religieux accueille aussi des élèves laïcs des environs, et parmi eux Georges Scheyermann (1767-1827) et Étienne-Nicolas Méhul, qui devient commensal dans l'abbaye.
C'est une personnalité forte, un homme d'idées, s'intéressant au jansénisme mais davantage porté vers le richérisme et le fébronianisme. À ce titre, il s'interroge sur le dépôt de vérité dans l’Église, l'infaillibilité, ainsi que sur l'origine et la nature de la hiérarchie religieuse. Traduisant l'ouvrage de Johann Nikolaus von Hontheim, évêque auxiliaire de Trèves, écrit sous le pseudonyme "Justinus Febronius", il écrit dans l'avertissement au lecteur :"Un ouvrage où l'on établit le véritable gouvernement de l’Église, où l'on fait voir que Jésus-Christ n'a point fondé un état monarchique; que l’Église doit reconnaître un chef mais que la puissance de ce chef a des bornes; que le Concile universel en est le tribunal souverain; que l’Épiscopat a des droits imprescriptibles; que l’Église a perdu sa liberté primitive, mais qu'il reste encore des raisons et des moyens de la recouvrer; qu'il est temps de remettre en vigueur la discipline énervée par l'imposture, et de réformer des abus consacrés par l'ignorance; un ouvrage de cette nature est sans doute très important par son objet. Tel est le livre donné au public.."
Les abbés de Prémontré cherchèrent à utiliser ses talents ; et depuis 1779, il leur rendit d'importants services, et fit partie de leur conseil, jusqu'au 13 février 1790, époque de la suppression des corporations religieuses en France.
En 1787, quand on forma les assemblées provinciales, il fut appelé par le gouvernement à celle de Metz, et nommé président de l'assemblée du district de Sedan. Il en rédigea les procès verbaux, et développa, dans cette double mission, ses connaissances administratives.
Il fut mis au rang des administrateurs du département des Ardennes en 1790, et l'année suivante, il fut élu député suppléant à la première législature. Les élections à la Convention nationale eurent lieu l'année suivante, dans les Ardennes, sous sa présidence.
Il refuse la sécularisation que la loi lui permettrait et déclare qu'il veut rester religieux. Après quoi, il prête le serment de la Constitution civile du clergé sans y être astreint, car n'entrant pas dans la catégorie des « fonctionnaires du culte catholique ». La ligne de conduite qu'il s'est choisie est d'être fidèle à sa foi, et respectueux de cette Nation française qui se substitue progressivement à l'autorité du Roi.
Il sentait monter l'orage révolutionnaire et, prudent, il se retira de la politique. Il n'en fut pas moins inquiété : privé de son abbaye, il fut incarcéré au Mont-Dieu ; il en sortit pour se rendre à Paris en 1795.
Il vécut de sa plume, et travailla au Journal de Paris pendant dix ans ; il enrichit cette feuille périodique d'excellents articles.
Lors du rétablissement du culte catholique (par la loi du 18 germinal an X), il sollicita une cure. On lui reprocha d'avoir desservi la cure de Charleville, sous l'évêque constitutionnel de Sedan, et d'avoir assisté au concile des prêtres assermentés, en 1797, comme député du presbytère des Ardennes ; il put obtenir une place d'aumônier adjoint à l'Hôtel des Invalides, et en exerça les fonctions jusqu'à son décès le 13 mai 1806.

## Ses œuvres
- Observations sur le Dictionnaire ecclésiastique et canonique, portatif (Paris, De Hansy, 1765, 2 vol. in-8°) : insérées dans le Journal encyclopédique de juillet 1765, t.5, 1re part., p. 128
- Il fut chargé, en 1782, de la révision des Livres liturgiques à l'usage de son ordre, à la demande du général Jean-Baptiste L'Écuy ; il les refondit, et surveilla l'impression. Il composa pour le bréviaire l' Office de saint Norbert et celui de la translation de son corps. Il fit l'hymne du premier, et la prose du second. Ces livres liturgiques, sortis des presses d'Haener (Nancy, 1786—87), contiennent le Missel, le Graduel, l'Antiphonier, 3 vol. in-fol. ; le Bréviaire, 2 vol. in-4° et 4 vol. in-12; le Processionnel, in-8°, et le Manuel pour l'administration des sacrements, in-8°.
- De l'état de l’Église et de la puissance légitime du Pontife romain. Wurtzbourg, Bouillon : Brasseur, 1766, 2 vol. in-12, anonyme[7] —— vol.1 & vol.2.